# Dispositivo móvel

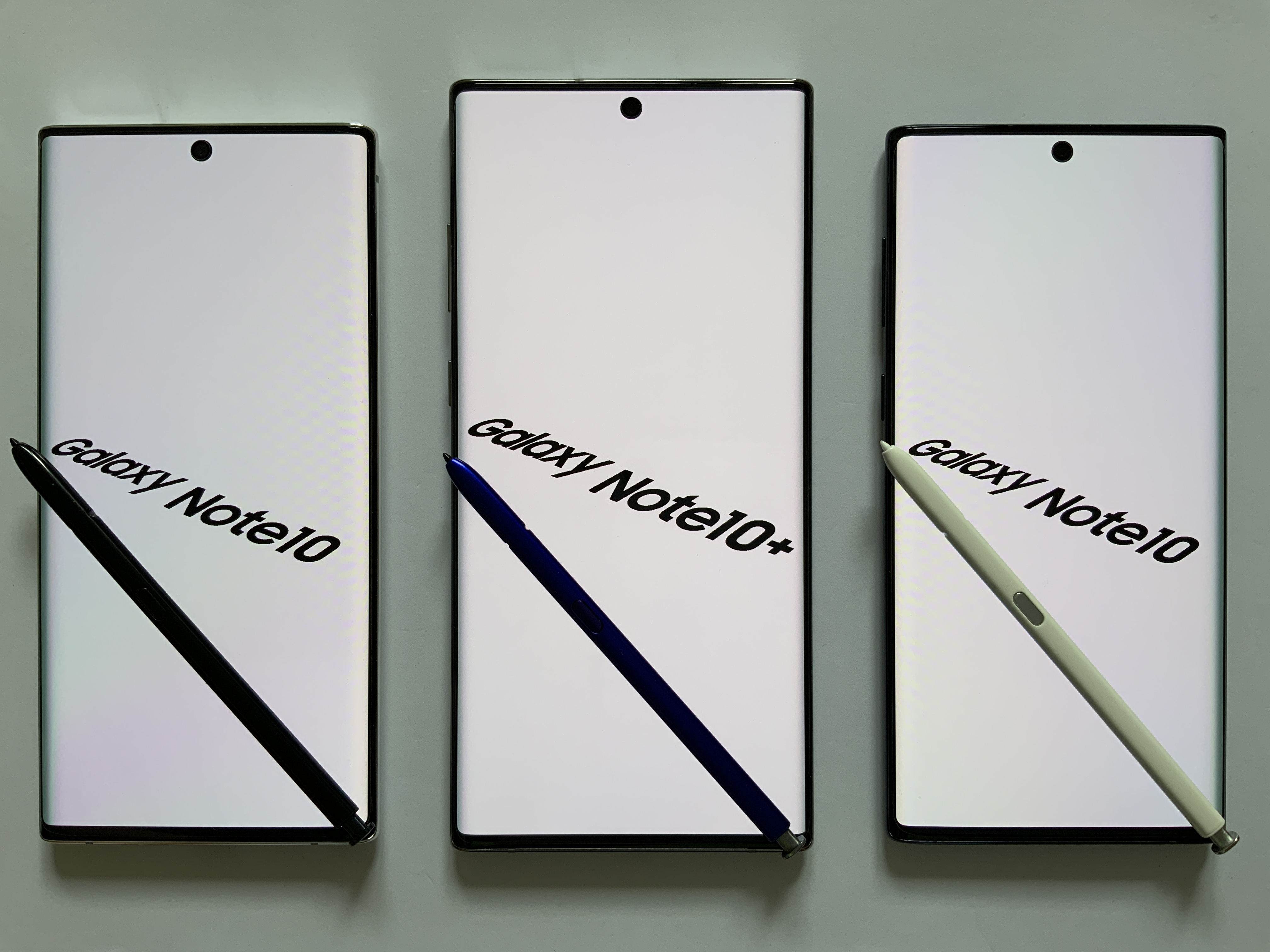
Um Smartphone.

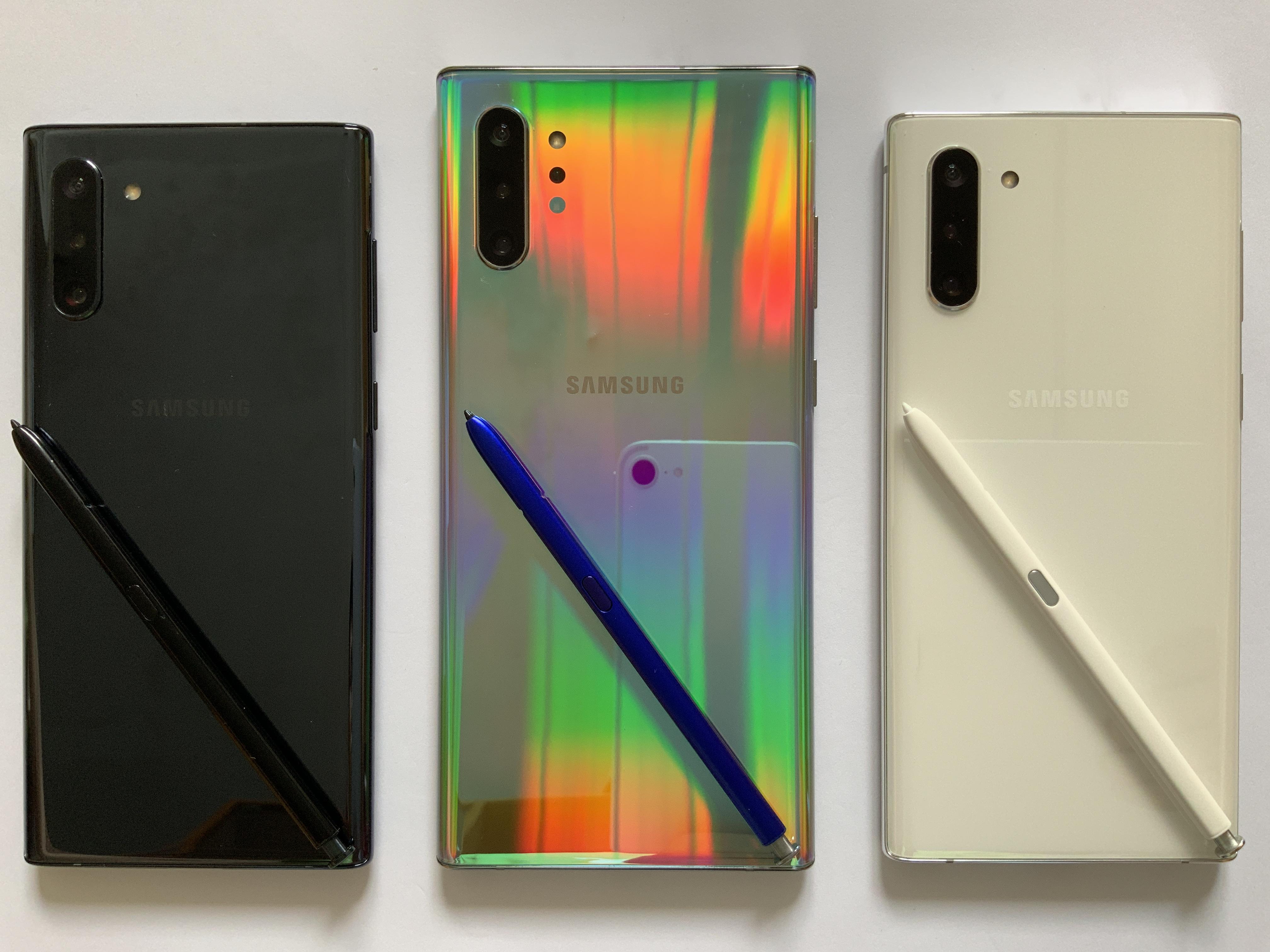
Um Smartphone.

Um dispositivo móvel, designado popularmente em inglês por handheld é um computador de bolso habitualmente equipado com um pequeno ecrã (output) e um teclado de letras ou numérico em miniatura (input). No caso dos PDAs, o output e o input combinam-se num ecrã táctil.
Estes dispositivos possuem sistema operacional e são capazes de rodar aplicativos móveis podendo se comunicar sem fio com outros dispositivos ou pela internet, começaram a ser produzidos na década de 1990.
Os dispositivos móveis mais comuns são:
- Smartphone;
- iPhone;
- PDA;
- Telemóvel (pt) / Celular (br);
- Console portátil;
- Ultra Mobile PC;
- Ultrabook;
- Netbook;
- Laptop;
- Tablet;
- Coletor de dados;
- Smartwatch;

Cada vez mais os dispositivos móveis se tornam integrados e hoje já é muito comum vermos os seguintes dispositivos em apenas um aparelho: telemóveis/celulares que funcionam como PDA, GPS, TV portátil, consoles, navegador de Internet, WAP, leitores de áudio, vídeo e texto, entre outros.